# Ugly Kid Joe
Ugly Kid Joe ist eine US-amerikanische Hard-Rock-Band, die 1989 in Kalifornien gegründet wurde und sich 1997 auflöste. 2010 fanden die Musiker wieder zusammen und arbeiteten an einem neuen Album, das 2011 fertiggestellt wurde.
Musikalisch vereint sie Hard Rock, Heavy Metal und Funk. Bekannt wurde Ugly Kid Joe einem breiteren Publikum in Deutschland hauptsächlich durch die Hit-Singles Everything About You und Cat’s in the Cradle, einer Coverversion des Songs von Harry Chapin.

## Bandgeschichte

### 1989–1991: Die Anfänge
Whitfield Crane und der in Deutschland geborene Klaus Eichstadt wuchsen beide in derselben Wohngegend im kalifornischen Palo Alto auf. In der High School wurden beide enge Freunde. Nach Beendigung der Schulausbildung zog Crane zusammen mit einem Freund nach Santa Barbara und gründete seine erste Band, mit der er auch ein Demo aufnahm. Eichstadt wiederum hatte seinerseits ein Demo aufgenommen und wollte, dass Crane zu diesem den Gesang beisteuerte. Crane sagte unter der Bedingung zu, dass Eichstadt ebenfalls nach Santa Barbara ziehen und in seine Band Overdrive einsteigen sollte. Im Februar 1990 zog dieser in Cranes Haus, das er mit einigen weiteren Freunden bewohnte.
Overdrive bestand damals aus Crane (Gesang) und Eichstadt (Gitarre) sowie Eric Phillips (Gitarre), Phil Hildengaertner (E-Bass) und zunächst John Spaulding, schließlich aber Mark Davis (Schlagzeug). Unzufrieden mit der musikalischen Richtung, trennte man sich nach dem Einstieg von Eichstadt alsbald vom Hauptsongschreiber Phillips (dessen Beiträge es in Gestalt der Lieder Too Bad, Funky Fresh Country Club und Don’t Go sogar noch auf die Debüt-EP und -CD schafften). Im Folgenden teilten sich Crane und Eichstadt die Rolle des Songschreibers. Zu dieser Zeit nahm man den Gitarristen Roger Lahr mit an Bord. Im April 1990 ersetzte Cordell Crockett, der frühere Roadie der Band Love/Hate, den bisherigen Bassisten Hildengaertner.
Nach dem Einstieg Lahrs benannte sich die Band um. Zunächst firmierte sie unter dem Namen SWAT, was für „Suburban White Alcoholic Trash“ stand, schließlich jedoch unter Ugly Kid Joe. Der Name der Gruppe ist eine gegenteilige Verdrehung von Pretty Boy Floyd, einer in den 80ern recht erfolgreichen Glam-Metal-Band. Man kam auf den Namen, da ein gemeinsamer Auftritt mit jener Band geplant war, der von Pretty Boy Floyd jedoch abgesagt wurde. Eigentlich wollte man den Namen nur für diesen einen Auftritt annehmen, um die Unterschiedlichkeit der beiden Bands zu betonen, jedoch behielt man ihn bei.
Die Besetzung Crane, Eichstadt, Davis, Lahr und Crockett nahm ein von Eric Valentine produziertes Demo auf. Nach zehn Auftritten wurde die Band durch Bob Score von Stardog Records unter Vertrag genommen. Zu diesem Zeitpunkt hatten sie noch nicht einmal außerhalb Santa Barbaras gespielt. Das Management lag damals schon in den Händen von Dennis Rider, der sie bis zum Ende ihrer Karriere betreuen sollte. Im Oktober 1991 wurde innerhalb weniger Tage die EP As Ugly as They Wanna Be aufgenommen, die in Europa im Mai 1992 erschien. Der Titel wurde abermals mit einem Augenzwinkern gewählt. Er sollte auf das Album As Nasty as They Wanna Be der Gruppe 2 Live Crew anspielen. Durch das Lied Everything About You wurde erstmals ein größeres Publikum auf die Band aufmerksam, da es in dem erfolgreichen Film Wayne’s World verwendet wurde. Ein relativ einfach gedrehtes Musikvideo – der gesamte Song wurde am Strand gefilmt – folgte kurz darauf und wurde häufig bei MTV gezeigt. Dies gipfelte schließlich darin, dass As Ugly as They Wanna Be als erste EP durch die RIAA mit Doppelplatin ausgezeichnet wurde.

### America’s Least Wanted
Anfang 1992 verließ Gitarrist Lahr die Band wegen kreativer Differenzen. Davis betonte in einem Interview, dass Lahr nicht mehr an den neuen Liedern mitarbeite. Er wurde im April 1992 durch den Sugartooth-Gitarristen Dave Fortman ersetzt. Auf dem zweiten Album der Band, America’s Least Wanted (veröffentlicht bei Mercury Records am 8. September 1992), finden sich ihre bekanntesten Songs: Cats in the Cradle, Madman (mit neu aufgenommener Gesangsspur), Goddamn Devil und eine um ein gesprochenes Intro erweiterte Version von Everything About You. Auf dem Album spielen verschiedene Gastmusiker mit, darunter Dean Pleasants von der Gruppe Infectious Grooves und Rob Halford von Judas Priest. Des Weiteren gab Gitarrist Eichstadt sein Debüt als Sänger beim Titel Mr. Recordman. Unmittelbar nach den letzten Aufnahmen begab die Band sich auf eine USA-Tournee, zunächst als Vorgruppe von Ozzy Osbourne und schließlich von Def Leppard.
Davis stieg 1994 aus der Band aus; daraufhin wurde Bobby Fernandez von den Electric Love Hogs als Aushilfe angeheuert, mit dem sowohl das Rock-in-Rio-Festival als auch das Lied N. I. B. für das Black-Sabbath-Tributalbum Nativity in Black eingespielt wurde. Fernandez nahm nach seiner Heirat den Familiennamen seiner Frau, Hewitt, an. Auf den neuen Schlagzeuger Shannon Larkin wurde Crane in einem Skiurlaub in Colorado aufmerksam, nachdem er einen Auftritt von dessen damaliger Band Souls at Zero gesehen und mit ihnen zusammen Sin City von AC/DC gejammt hatte.

### Menace to Sobriety
Vor Beginn der Aufnahmen zu ihrem nächsten Studioalbum beschlossen Ugly Kid Joe, einige der neuen Songs zunächst während einer eineinhalbwöchigen Kurztournee zu testen. Es stand ein Budget von 600.000 US-Dollar zur Verfügung, daher wurde für die Aufnahmen die Ranch Palace del Rio nördlich von Santa Barbara gemietet. Dort konnte die Band in einem bühnenähnlichen Umfeld ihr Material aufnehmen, das Equipment wurde wie für einen Auftritt im Studio aufgebaut. Die Aufnahmen fanden kurz vor Weihnachten 1994 statt. Abermals bediente sich die Band bei der Titelfindung eines Verweises, diesmal auf den kontroversen Film Menace II Society.
Das Album wurde am 13. Juni 1995 veröffentlicht, konnte jedoch nicht an den großen Erfolg des letzten Albums anknüpfen. Es erreichte Platz 178 der amerikanischen Billboard-Charts. Die Band klang nun deutlich härter als auf den vorigen Aufnahmen. Erstmals waren deutliche 70er-Jahre-Einflüsse auszumachen. Candle Song markierte (in der auf der Milkman’s Son-Single veröffentlichten Version) ein weiteres Gesangsdebüt eines Bandmitglieds, diesmal in Person von Dave Fortman. Die Band ging daraufhin abermals auf eine ausgedehnte Tournee, unter anderem im Vorprogramm von Bon Jovi und Van Halen. Nach der Tournee wurde der Plattenvertrag von Mercury Records nicht verlängert.

### Motel California
Nach ihrer US-Tournee nahmen Ugly Kid Joe in der Garage ihres Gitarristen Eichstadt einige neue Demos für ihr nächstes Album auf. Sie suchten sich für ihr neues Material keine neue Plattenfirma, sondern gründeten stattdessen ihre eigene namens Evilution Records und unterschrieben einen Vertriebsvertrag mit Castle Records. Das Album Motel California wurde erstmals im Alleingang unter Mithilfe von Phil Nicolo während des Abmischens im Juli 1996 produziert und finanziert. Das Budget belief sich daher auch nur noch auf ein Zehntel dessen, was für das Vorgängeralbum ausgegeben wurde. Die Aufnahmen begannen im April 1996 und dauerten bis Juni desselben Jahres an. Abermals gab es durch die Mitwirkung von Lemmy Kilmister von Motörhead einen nennenswerten Gastauftritt im Studio zu verzeichnen. Das Album wurde am 17. Oktober 1996 veröffentlicht, und der Titel ist abermals eine offensichtliche Anspielung, diesmal auf das Eagles-Album Hotel California. Als Promotion für das neue Album spielten Crane und Fortman einige Unplugged-Shows, darunter auch in Großbritannien.

### Die Auflösung
Nachdem die Band im Dezember 1996 von ihrer Europatournee zurückkam, wollte man mit Demoaufnahmen für ein neues Studioalbum beginnen. Laut Management gab es Anfragen von einigen Plattenfirmen, die an einem Vertrag mit der Band interessiert waren. Eichstadt jedoch hatte ein ungutes Gefühl hinsichtlich der Einstellung und Stimmung in der Band. Er telefonierte daraufhin mit Crane – der zu jener Zeit gerade Urlaub in Indien machte – und sprach auch mit den anderen Bandmitgliedern. Bei diesen Gesprächen wurde sehr schnell deutlich, dass keiner der Beteiligten noch den vollen Einsatz für die Band bringen wollte. Stattdessen wollte jeder eine andere kreative und musikalische Richtung einschlagen. Resultat dieser Gespräche war schließlich die Auflösung von Ugly Kid Joe. Es wurde von allen Seiten allerdings betont, dass man sich nicht im Streit getrennt habe: Für das AC/DC-Tributealbum Thunderbolt kam es 1997 zu einer teilweisen Wiedervereinigung von Ugly Kid Joe: Bei den Stücken Ride On und Live Wire wirkten Crane, Eichstadt und Larkin zusammen mit Brad Divens und Mike Combs unter dem Pseudonym The Sensational Whitskiteer Band mit.

### Comeback

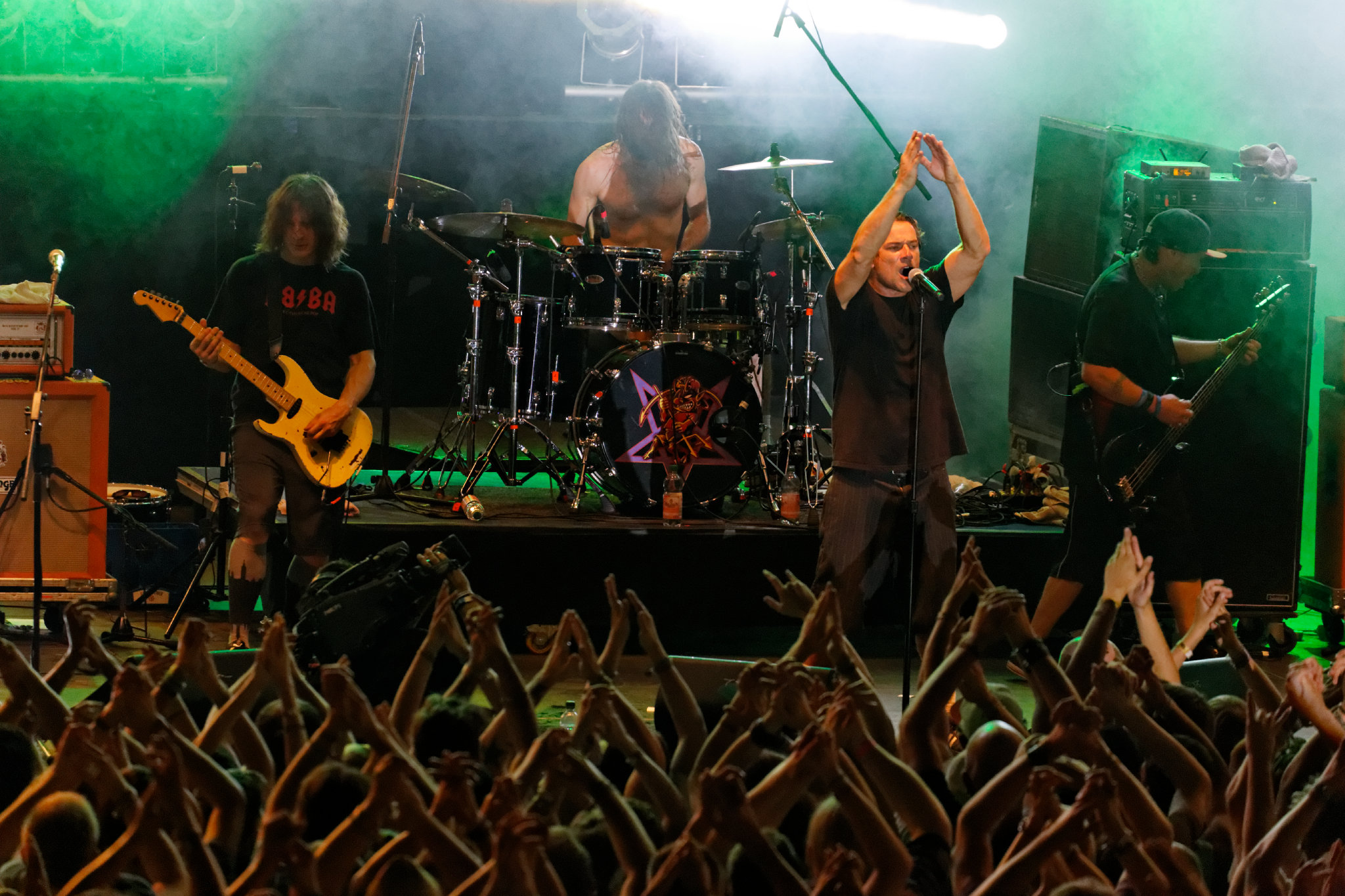
Ugly Kid Joe (2013)

In der Dezemberausgabe des deutschen Magazins Metal Hammer sagte Eichstadt, dass für den Sommer 2010 eine Reunion geplant sei. Schlagzeuger Shannon Larkin berichtete im Juli 2011, die Band habe in der Besetzung Crane (Gesang), Eichstadt (Gitarre), Fortman (Gitarre), Crockett (Bass) und Larkin ein komplettes Album aufgenommen und fertiggestellt. In dieser Besetzung hatte die Gruppe bereits das Album Menace to Sobriety aufgenommen. Das neue Album bestehe überwiegend aus Songs, die Gitarrist Eichstadt 1998 geschrieben habe. Im Juni 2012 wurde schließlich die selbst produzierte 6-Track-EP Stairway to Hell veröffentlicht (einmal mehr eine Anspielung auf bereits bestehende Größen, hier den Led-Zeppelin-Titel Stairway to Heaven oder das AC/DC-Album Highway to Hell). Die Band spielt zudem weltweit diverse Konzerte.

## Diskografie

### Studioalben
| Jahr | Titel Musiklabel                       | Höchstplatzierung, Gesamtwochen, AuszeichnungChartplatzierungen (Jahr, Titel, Musiklabel, Platzierungen, Wochen, Auszeichnungen, Anmerkungen) | Höchstplatzierung, Gesamtwochen, AuszeichnungChartplatzierungen (Jahr, Titel, Musiklabel, Platzierungen, Wochen, Auszeichnungen, Anmerkungen) | Höchstplatzierung, Gesamtwochen, AuszeichnungChartplatzierungen (Jahr, Titel, Musiklabel, Platzierungen, Wochen, Auszeichnungen, Anmerkungen) | Höchstplatzierung, Gesamtwochen, AuszeichnungChartplatzierungen (Jahr, Titel, Musiklabel, Platzierungen, Wochen, Auszeichnungen, Anmerkungen) | Höchstplatzierung, Gesamtwochen, AuszeichnungChartplatzierungen (Jahr, Titel, Musiklabel, Platzierungen, Wochen, Auszeichnungen, Anmerkungen) | Anmerkungen                                                   |
| Jahr | Titel Musiklabel                       | DE | AT | CH | UK | US | Anmerkungen                                                   |
| ---- | -------------------------------------- | --- | --- | --- | --- | --- | ------------------------------------------------------------- |
| 1992 | America’s Least Wanted Mercury Records | DE10 (39 Wo.)DE | AT4 Gold · (23 Wo.)AT | CH16 Gold · (21 Wo.)CH | UK11 (24 Wo.)UK | US27 ×2Doppelplatin · (51 Wo.)US | Erstveröffentlichung: 8. September 1992 Verkäufe: + 2.340.000 |
| 1995 | Menace to Sobriety Mercury Records     | DE29 (9 Wo.)DE | AT24 (8 Wo.)AT | CH22 (7 Wo.)CH | UK25 (5 Wo.)UK | US178 (1 Wo.)US | Erstveröffentlichung: 13. Juni 1995                           |
| 1996 | Motel California Evilution             | — | — | — | — | — | Erstveröffentlichung: 22. Oktober 1996                        |
| 2015 | Uglier Than They Used ta Be Metalville | — | — | — | UK84 (1 Wo.)UK | — | Erstveröffentlichung: 18. September 2015                      |
| 2022 | Rad Wings of Destiny UKJ               | DE67 (1 Wo.)DE | — | CH39 (1 Wo.)CH | — | — | Erstveröffentlichung: 21. Oktober 2022                        |

### Kompilationen
- 1998: The Very Best of Ugly Kid Joe – As Ugly as It Gets
- 2002: The Collection

### EPs
| Jahr | Titel Musiklabel                         | Höchstplatzierung, Gesamtwochen, AuszeichnungChartplatzierungen (Jahr, Titel, Musiklabel, Platzierungen, Wochen, Auszeichnungen, Anmerkungen) | Höchstplatzierung, Gesamtwochen, AuszeichnungChartplatzierungen (Jahr, Titel, Musiklabel, Platzierungen, Wochen, Auszeichnungen, Anmerkungen) | Höchstplatzierung, Gesamtwochen, AuszeichnungChartplatzierungen (Jahr, Titel, Musiklabel, Platzierungen, Wochen, Auszeichnungen, Anmerkungen) | Höchstplatzierung, Gesamtwochen, AuszeichnungChartplatzierungen (Jahr, Titel, Musiklabel, Platzierungen, Wochen, Auszeichnungen, Anmerkungen) | Höchstplatzierung, Gesamtwochen, AuszeichnungChartplatzierungen (Jahr, Titel, Musiklabel, Platzierungen, Wochen, Auszeichnungen, Anmerkungen) | Anmerkungen                                                 |
| Jahr | Titel Musiklabel                         | DE | AT | CH | UK | US | Anmerkungen                                                 |
| ---- | ---------------------------------------- | --- | --- | --- | --- | --- | ----------------------------------------------------------- |
| 1991 | As Ugly as They Wanna Be Mercury Records | DE24 (21 Wo.)DE | AT15 (16 Wo.)AT | CH20 (13 Wo.)CH | UK9 (13 Wo.)UK | US4 ×2Doppelplatin · (34 Wo.)US | Erstveröffentlichung: 8. Oktober 1991 Verkäufe: + 2.170.000 |

Weitere EPs
- 2012: Stairway to Hell

### Singles
| Jahr | Titel Album                                 | Höchstplatzierung, Gesamtwochen, AuszeichnungChartplatzierungen (Jahr, Titel, Album, Platzierungen, Wochen, Auszeichnungen, Anmerkungen) | Höchstplatzierung, Gesamtwochen, AuszeichnungChartplatzierungen (Jahr, Titel, Album, Platzierungen, Wochen, Auszeichnungen, Anmerkungen) | Höchstplatzierung, Gesamtwochen, AuszeichnungChartplatzierungen (Jahr, Titel, Album, Platzierungen, Wochen, Auszeichnungen, Anmerkungen) | Höchstplatzierung, Gesamtwochen, AuszeichnungChartplatzierungen (Jahr, Titel, Album, Platzierungen, Wochen, Auszeichnungen, Anmerkungen) | Höchstplatzierung, Gesamtwochen, AuszeichnungChartplatzierungen (Jahr, Titel, Album, Platzierungen, Wochen, Auszeichnungen, Anmerkungen) | Anmerkungen                                            |
| Jahr | Titel Album                                 | DE | AT | CH | UK | US | Anmerkungen                                            |
| ---- | ------------------------------------------- | --- | --- | --- | --- | --- | ------------------------------------------------------ |
| 1992 | Everything About You America’s Least Wanted | DE11 (19 Wo.)DE | — | CH14 (13 Wo.)CH | UK3 (9 Wo.)UK | US9 (20 Wo.)US | Erstveröffentlichung: 19. März 1992                    |
| 1992 | Neighbor America’s Least Wanted             | — | — | — | UK28 (4 Wo.)UK | — | Erstveröffentlichung: August 1992                      |
| 1992 | So Damn Cool America’s Least Wanted         | — | — | — | UK44 (2 Wo.)UK | — | Erstveröffentlichung: Oktober 1992                     |
| 1993 | Cat’s in the Cradle America’s Least Wanted  | DE10 (29 Wo.)DE | AT7 (13 Wo.)AT | CH5 (22 Wo.)CH | UK7 (9 Wo.)UK | US6 Gold · (20 Wo.)US | Erstveröffentlichung: 25. März 1993 Verkäufe: +500.000 |
| 1993 | Busy Bee America’s Least Wanted             | — | — | — | UK39 (2 Wo.)UK | — | Erstveröffentlichung: Juni 1993                        |
| 1995 | Milkman’s Son Menace to Sobriety            | — | — | — | UK39 (2 Wo.)UK | — | Erstveröffentlichung: 1995                             |

Weitere Singles
- 1991: Madman
- 1991: Sweet Leaf / Funky Fresh Country Club
- 1994: Goddamn Devil
- 1994: N.I.B.
- 1995: Tomorrow’s World
- 1995: Cloudy Skies
- 1996: It’s a Lie
- 1996: Sandwich
- 2012: Devil’s Paradise
- 2022: That Ain’t Livin’
- 2022: Kill the Pain
- 2022: Long Road
- 2022: Failure
- 2022: Lola

## Auszeichnungen für Musikverkäufe
| Goldene Schallplatte - Frankreich - 1993: für das Album America’s Least Wanted Platin-Schallplatte - Australien - 1992: für die Single As Ugly as They Wanna Be - 1994: für die Single Cat’s in the Cradle - Kanada - 1992: für das Album As Ugly as They Wanna Be - 1993: für das Album America’s Least Wanted | 2× Platin-Schallplatte - Australien - 1993: für das Album America’s Least Wanted |

Anmerkung: Auszeichnungen in Ländern aus den Charttabellen bzw. Chartboxen sind in ebendiesen zu finden.
| Land/RegionAuszeichnungen für Musikverkäufe (Land/Region, Auszeichnungen, Verkäufe, Quellen) | Gold     | Platin     | Verkäufe  | Quellen             |
| -------------------------------------------------------------------------------------------- | -------- | ---------- | --------- | ------------------- |
| Australien (ARIA)                                                                            | —        | 4× Platin4 | 280.000   | aria.com.au AU2 AU3 |
| Kanada (MC)                                                                                  | 2× Gold2 | —          | 100.000   | musiccanada.com     |
| Frankreich (SNEP)                                                                            | Gold1    | —          | 100.000   | infodisc.fr         |
| Österreich (IFPI)                                                                            | Gold1    | —          | 25.000    | ifpi.at             |
| Schweiz (IFPI)                                                                               | Gold1    | —          | 25.000    | hitparade.ch        |
| Vereinigte Staaten (RIAA)                                                                    | Gold1    | 4× Platin4 | 4.500.000 | riaa.com            |
| Insgesamt                                                                                    | 6× Gold6 | 8× Platin8 |           |                     |